# National Trophy Series 2023-2024
Navigation
2022-2023 2024-2025
Le National Trophy Series 2023-2024 a lieu du 7 octobre 2023 à South Shields au 6 janvier 2024 à Bradford. Elle comprend six manches. Toutes les épreuves font partie du calendrier de la saison de cyclo-cross 2023-2024.

## Résultats

### Podiums masculins
| # | Date        | Lieu               | Vainqueur     | Deuxième    | Troisième     | Leader du classement général |
| - | ----------- | ------------------ | ------------- | ----------- | ------------- | ---------------------------- |
| 1 | 7 octobre   | South Shields      | Thomas Mein   | Toby Barnes | Daniel Barnes | Thomas Mein                  |
| 2 | 14 octobre  | Thornton in Craven | Jente Michels | Thomas Mein | Daniel Barnes | Thomas Mein                  |
| 3 | 28 octobre  | Derby              | Thomas Mein   | Toby Barnes | Daniel Barnes | Thomas Mein                  |
| 4 | 11 novembre | Paignton           | Thomas Mein   | Toby Barnes | Daniel Barnes | Thomas Mein                  |
| 5 | 9 décembre  | Gravesend          | Ben Chilton   | Toby Barnes | Thomas Mein   | Thomas Mein                  |
| 6 | 6 janvier   | Bradford           | Thomas Mein   | Toby Barnes | Daniel Barnes | Thomas Mein                  |

### Podiums féminins
| # | Date        | Lieu               | Vainqueur           | Deuxième        | Troisième      | Leader du classement général |
| - | ----------- | ------------------ | ------------------- | --------------- | -------------- | ---------------------------- |
| 1 | 7 octobre   | South Shields      | Elena Day           | Alderney Baker  | Ruby James     | Elena Day                    |
| 2 | 14 octobre  | Thornton in Craven | Anna Kay            | Elena Day       | Alderney Baker | Elena Day                    |
| 3 | 28 octobre  | Derby              | Nikki Brammeier     | Ruby James      | Hope Inglis    | Elena Day                    |
| 4 | 11 novembre | Paignton           | Elena Day           | Ruby James      | Hope Inglis    | Elena Day                    |
| 5 | 9 décembre  | Gravesend          | Xan Crees           | Elena Day       | Isla Short     | Elena Day                    |
| 6 | 6 janvier   | Bradford           | Ella Maclean-Howell | Nikki Brammeier | Elena Day      | Elena Day                    |